# چهارچشمه علیا
چهارچشمه علیا، روستایی از توابع بخش طرقبه شهرستان طرقبه شاندیز در استان خراسان رضوی ایران است.

## جمعیت
این روستا در دهستان طرقبه قرار دارد و براساس سرشماری مرکز آمار ایران در سال ۱۳۸۵، جمعیت آن ۱۷۲ نفر (۴۰خانوار) بوده‌است.